# Клиничка радиометрија
Клиничка радиометрија једна је од метода мерења радиоактивности целог тела или његовог дела након примене радионуклида који емитују гама зрачење, у клиничкој пракси. Обавља се након уношења у тело радиофармака чије зрачење се снима уз помоћ сцинтилационог детектора који се налази изнад одговарајућег дела тела пацијента. Резултати мерења обично се приказују на светлосној плочи у облику броја импулса снимљених за одређени временски период, или у облику бројача брзине (у импулсима у минути). У клиничкој пракси ова метода није од велике важности. Обично се користи у оним случајевима када је неопходно идентификовати и проценити инкорпорирање радионуклида у случају случајног (задесног) уноса у људско тело - из нехата, или у случају катастрофа.

## Основне информације
Данас је медицина  незамислива без савремених медицинских дисциплина  и интеракције са сродним научним областима, посебно оних у области савремене дијагностике. Успешан третман и његова прогноза у великој мери зависе од квалитета и тачности дијагностичких тестова. У ову групу савременим медицинских дијагностичких метода спада и медицинска радиологија - једна од важнијих дисциплина настала у другој половини двадесетог века, која је заузела важно место у дијагнози разних болести и лезија унутрашњих органа.
У оквиру медицинске радиологије, као наука о коришћењу јонизујућих зрачења за препознавање и лечење људских болести, развиле су се две области: дијагностика и терапија, развила се и клиничка радиометрија, као метода високе информативности добијених резултата комбинована са лакоћом имплементације у дијагностичкој радиологији. Захваљујући њој добијају се не само додатних информација о функционално-структурном стању органа и органских система већ и оригиналне дијагностичке информација, што подиже методе радиоизотопске индикације на једно од главних места у комплексу модерног дијагностичког прегледа.
Почетак коришћења радиоактивних индикатора у клиничкој пракси везан је за 1940-те  када је успостављен стриктан образац за дистрибуцију радиоактивног јода у различитим патолошким условима штитне жлезде. У исто време  развили су се и дијагностички тестове који садрже радиоактивни гвожђе за одређивање црвених крвних ћелија у разним болестима крви, радиоактивни фосфор за проучавање малигног раст и радиоактивни  натријум за проучавање општег и локалног протока крви у кардиоваскуларним болестима. Од средине 1950-их година постало је могућа и индустријска производња у довољним количинама различитих радиоактивних радионуклида и појава поузданог, и једноставног средства за руковање радиометријском јединица. Од тада су радиоактивне методе истраживања стекле чврсто место у дијагностици разних болести и лезија унутрашњих органа и формирале су се у самосталну дисциплину, звану нуклеарна медицина. У исто време формирана је суштина нуклеарне медицине, а формиране су и одређене традиције коришћења специфичних истраживачких метода које су формирале четири главне групе:
- Радиографија (ренографија, кардиографија, хепатографија).
- Скенирање органа.
- Клиничка радиометрија (истраживање запремине различитих елемената методом пребројавања целог тела).
- Лабораторијска радиометрија (испитивање концентрације РФП у биолошком окружењу тела).

## Врсте
Све радионуклидне дијагностичке студије подељене су у две велике групе студија у којима су РФП-ови уведени у тело пацијента:
- ин виво студије - испитивања крви, фрагмената ткива

- ин витро студија -  пражњења пацијената.

### Радиометрија целог тела
Једна од метода радиометрије је и метода радиометрија целог тела, која се изводи на особи која се налази у посебној камери са малом позадином која садржи неколико специјално оријентисаних сцинтилационих детектора. Ова метода  омогућава снимање радиоактивног зрачења читавог тела, а у условима минималног утицаја природне радиоактивне позадине, што је, како је познато, у неким регијама Земљине површине врло високо. Ако је неки део тела (органа) прекривен оловном плочом током радиометрије, могуће је проценити допринос овог дела тела (или смештеног под органском плочом) на укупну радиоактивност организма. На тај начин је могуће проучити метаболизам протеина, витамина, гвожђа, одредити запремину екстрацелуларне воде. Ова метода се такође користи приликом испитивања људи са случајним укључивањем радионуклида (уместо уобичајене клиничке радиометрије).

### Аутоматизована радиометрија
Аутоматизована радиометрија која  се користе за лабораторијску радиометрију, заснива се на примени транспортера у коме се налази епрувета са радиоактивним материјалом. Изводи се под контролом микропроцесора  и цеви се аутоматски напајајањем   прозор мерача. Након извођења радијације, цеви се аутоматски мењају. Резултати мерења се добијају уз помоћ рачунара, а потом након одговарајуће обраде штампају на папиру уз помоћ штампача. У савременим радиометрима уређај обавља аутоматски сложене прорачуне, тако да лекар добија обрађене информације, као што су на пример, концентрацију ензима и хормона у крви.

### Радионуклидна дијагностика ин витро
Радионуклидна дијагностика ин витро (која се изводи у епрувети) је микроанализа која је на граници   између радиологије и клиничке биохемије. Ова метода омогућава откривање присуства различитих супстанци ендогеног и егзогеног порекла у биолошким течностима (крв, мокраћа) или супстанце  ињектиране у тело у терапеутске сврхе, који се у њој налазе у занемарљивим концентрацијама. 
Код различитих болести, на пример код рака или инфаркта миокарда, у организму постоје супстанце специфичне за ове болести, које носе назив маркери. Концентрација маркера је безначајна: буквално, то су појединачни молекули у 1 мл крви.

### Радиоимунолошке методе
Принцип радиоимунолошког метода занован је на примени конкурентског везивања жељених стабилних и сличних означених супстанци са специфичним системом перцепције.
Да би се извршила ова анализа, праве  се стандардни комплети реагенса, од којих је сваки дизајниран да одреди концентрацију било које поједине супстанце.
Код ове методе долази до везивања (најчешће специфичних антитела или антисерума) са два антигена, од којих се један тражи, други је означен аналогом. Нанети растворе у којима је означени антиген увек је већи од антитела. У овом случају, права борба са означеним и неозначеним антигеном се изводи зато што је повезан са антителима. Други припадају класи Г имуноглобулина.
Ова мерања морају бити уско специфична; реагују само са антигеном који се тестира. Антибодије на својим отвореним местима везивања (локација) прихватају само специфичне антигене и у количинама пропорционалне количини антигена. Овај механизам се описује као феномен "браве и кључа": што је већа иницијални садржај жељеног антигена у реакционом раствору, мање радиоактивни антиген ће бити ухваћен од аналогног система анајвећи део тога ће остати невезан.
Истовремено са одређивањем концентрације супстанце тражене у крви пацијента, под истим условима и истим реагенсима, тестира се стандардни серум са тачно концентрацијом жељеног антигена. Односом радиоактивности реагованих компоненти израђена је калибрацијска кривуља која одражава зависност радиоактивности узорка од концентрације испитане супстанце. У тим условима, упоређује се радиоактивност узорака материјала добијеног од пацијента, са калибрационом кривом, и на тај начин одређује концентрација тражене супстанце у узорку.

## Контраиндикације
Контраиндикације за дијагностику радионуклида нису присутне, постоје само ограничења која су наведена упутствима Министарства здравља.